# توماس دوئر
توماس دوئر (انگلیسی: Thomas Doerr; ۲۳ ژوئیهٔ ۱۹۶۴ – ) معمار اهل ایالات متحده آمریکا بود.